# Dillinger Four
Pour les articles homonymes, voir D4.
Dillinger Four est un groupe américain de punk rock, originaire de Minneapolis, dans le Minnesota. Depuis 1996, la formation du groupe est composée de Patrick Costello à la basse et au chant, Erik Funk et Bill Morrisette aux guitares et au chant, et Lane Pederson à la batterie.

## Histoire
Dillinger Four est formé en 1994 par le guitariste Erik Funk et le bassiste Patrick Costello. Les deux avaient déjà joué ensemble dans le groupe de punk hardcore basé à Chicago, Angerhouse. La formation originale, qui comprenait également le guitariste Sloan Lorsung et le batteur Lane Pedersen, sort le premier single vinyle, Higher Aspirations: Tempered and Dismantled, en 1995. Lorsung est remplacé par Bill Morrisette avant l'EP de suivi de The Kids are All Dead en 1996. Une série de singles et des apparitions sur des compilations ultérieurs sont ensuite rassemblés sur This Shit is Genius en 1999. En juin 1998, Dillinger Four rejoint As Friends Rust et Discount lors d'une étape de leur tournée américaine,.
Le groupe est signé sur le label de punk hardcore californien Hopeless Records grâce à ce que le fondateur de Hopeless, Louis Posen, a appelé son « public international ». Le label sort les deux premiers albums studio de Dillinger Four, Midwestern Songs of the Americas en 1998 et Versus God en 2000. Le groupe rejoint ensuite Fat Wreck Chords pour la sortie de Situationist Comedy en 2002 et de Civil War en 2008.
Dillinger Four est honoré d'une étoile sur la fresque extérieure de la discothèque First Avenue de Minneapolis, reconnaissant les artistes qui ont joué des concerts à guichets fermés ou qui ont autrement démontré une contribution majeure à la culture de ce lieu emblématique.

## Discographie

### Albums studio
- 1998 : Midwestern Songs of the Americas
- 2000 : Versus God
- 2002 : Situationist Comedy
- 2008 : Civil War

### Singles
- 1995 : Higher Aspirations: Tempered and Dismantled (EP)
- 1996 : The Kids are All Dead (EP)
- 1997 : More Songs about Girlfriends and Bubblegum (EP)
- 1999 : This Shit is Genius (EP compilation)
- 2003 : Dillinger Four Live at First Avenue (Livealbum)